# Ляхново (Великолукский район)
Ляхново — деревня в Великолукском районе Псковской области России. Входит в состав сельского поселения «Букровская волость».
Расположена на северо-востоке района, в 1,5 км от левого берега реки Кунья, в 44 км к северо-востоку от центра города Великие Луки и в 6 км к северо-востоку от волостного центра Букрово-2.

## Население
Численность населения по оценке на 2000 год составляла 17 человек, на 2010 год — 13 человек.